# Televisione in Argentina
La televisione in Argentina è uno dei principali mezzi di comunicazione.
Vi è una miriade di reti televisive locali, e anche qualche rete che trasmette a livello nazionale tramite reti televisive affiliate.
È molto popolare la televisione via cavo, che possiede il 50% dell'audience totale.
L'Argentina è il quarto paese a livello mondiale per esportazione di programmi televisivi, superata solo da Stati Uniti, Paesi Bassi e Regno Unito.

## Storia
Il decreto 12.909 del 12 giugno 1945 autorizzò Martín Tow a creare una stazione televisiva sperimentale.
La prima trasmissione televisiva in Argentina si effettuò mercoledì 17 ottobre 1951, dando origine a Canal 7, con licenza LR3-TV, proprietà di Jaime Yankelevich, un pioniere della radio e della televisione. La prima trasmissione riguardava la commemorazione del Giorno della lealtà peronista.
Diversi professionisti della radio, del cinema e del teatro applicarono le loro conoscenze al nuovo medium. Alcuni spazi erano comprati per la pubblicità.

### Nascita della televisione privata
Lunedì 18 aprile 1960, nacque a Cordoba la seconda rete televisiva argentina, la prima a non avere sede nella capitale Buenos Aires ma all'interno del paese, il suo nome è Canal 12 Córdoba. La sua prima denominazione era Telecor LU1H Canal 12 TV.
Nel 1960 vennero concesse tre frequenze televisive, perciò nacquero Canal 9, Canal 13 e Telefe. Nel 1966 nacque América 2.
Canal 9 era gestita da persone provenienti dall'industria cinematografica, i quali cambieranno completamente la televisione in Argentina, col passare, trasmise anche telenovelas.
Canal 13 era un canale per tutta la famiglia pieno di spettacoli musicali, sitcom, programmi d'intrattenimento e programmi autoprodotti.
Telefe era specializzata in talk show, film e serie televisive.
Queste tre reti televisive avevano un loro padrino statunitense, la CBS per Canal 13, la NBC per Telefe e la ABC per Canal 9.
Nel 1974, Isabel Perón nazionalizzò queste tre reti televisive. Dopo la caduta del suo governo, la dittatura militare assegnò i tre canali alle forze armate: Canal 9 venne dato in gestione all'esercito argentino, Telefe all'aeronautica argentina e Canal 13 alla marina militare.
Nel 1984 Canal 9 venne privatizzato, mentre nel 1989 El trece sarà acquistato da una società del gruppo Clarín. Telefe invece diventa privata nel 1998, acquistata da Telefónica.